# Петриченко, Алексей Максимович
Петриченко Алексей Максимович (12.08.1911, с. Быково, Днепропетровская губерния, Российская империя — 1996, Харьков, Украина) — известный ученый-литейщик, доктор технических наук, заслуженный деятель науки Украины, академик Транспортной академии Украины, профессор.

## Биография
Родился в селе Быково Днепропетровской губернии. Окончил Киевский политехнический институт в 1940 году.
В течение 38 лет возглавлял кафедру «Технология металлов» в Харьковском автодорожном институте.
В 1957—1958 гг. со всей семьей жил и работал в Китае, помогая молодому ещё государству создавать собственную металлургическую промышленность, готовить кадры для неё.

## Награды
- 1958 — Орден Дружбы (КНР).

## Творчество
Автор около 400 печатных работ по истории художественного литья, теории и технологии литейного производства, ряд из которых переведён на иностранные языки.
С детства был знаком с народным искусством «вытынанок» — вырезок из бумаги, которыми украинские крестьянки украшали по праздникам хаты или использовали как трафареты и образцы узоров для росписи стен и печей. Однако по-настоящему он заинтересовался этим искусством, работая длительное время в Китае. В течение 40 лет собирал коллекцию художественных вырезок из бумаги. Коллекция насчитывает более 4000 работ с Украины, из России, Белоруссии, Армении, Литвы, Польши, Дании, Германии, Вьетнама и Китая и является самой крупной частной коллекцией в России. О ней написано более 300 статей в газетах, журналах, сборниках и монографиях. В настоящее время собрание принадлежит дочери коллекционера А. А. Петриченко и находится в экспозиции и фондах Домодедовского историко-художественного музея.